# Kostelní Bříza

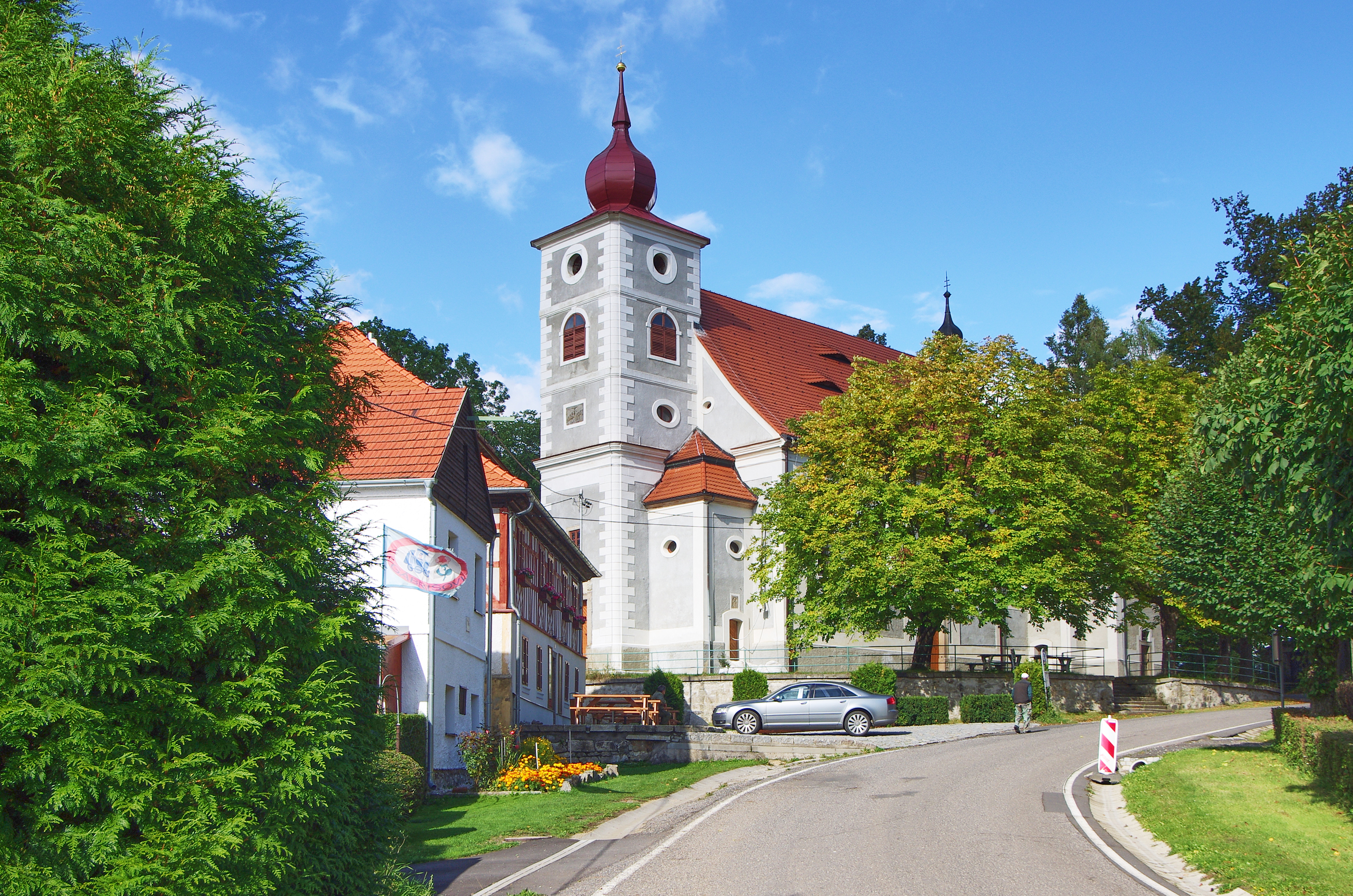
Kirche St. Peter und Paul

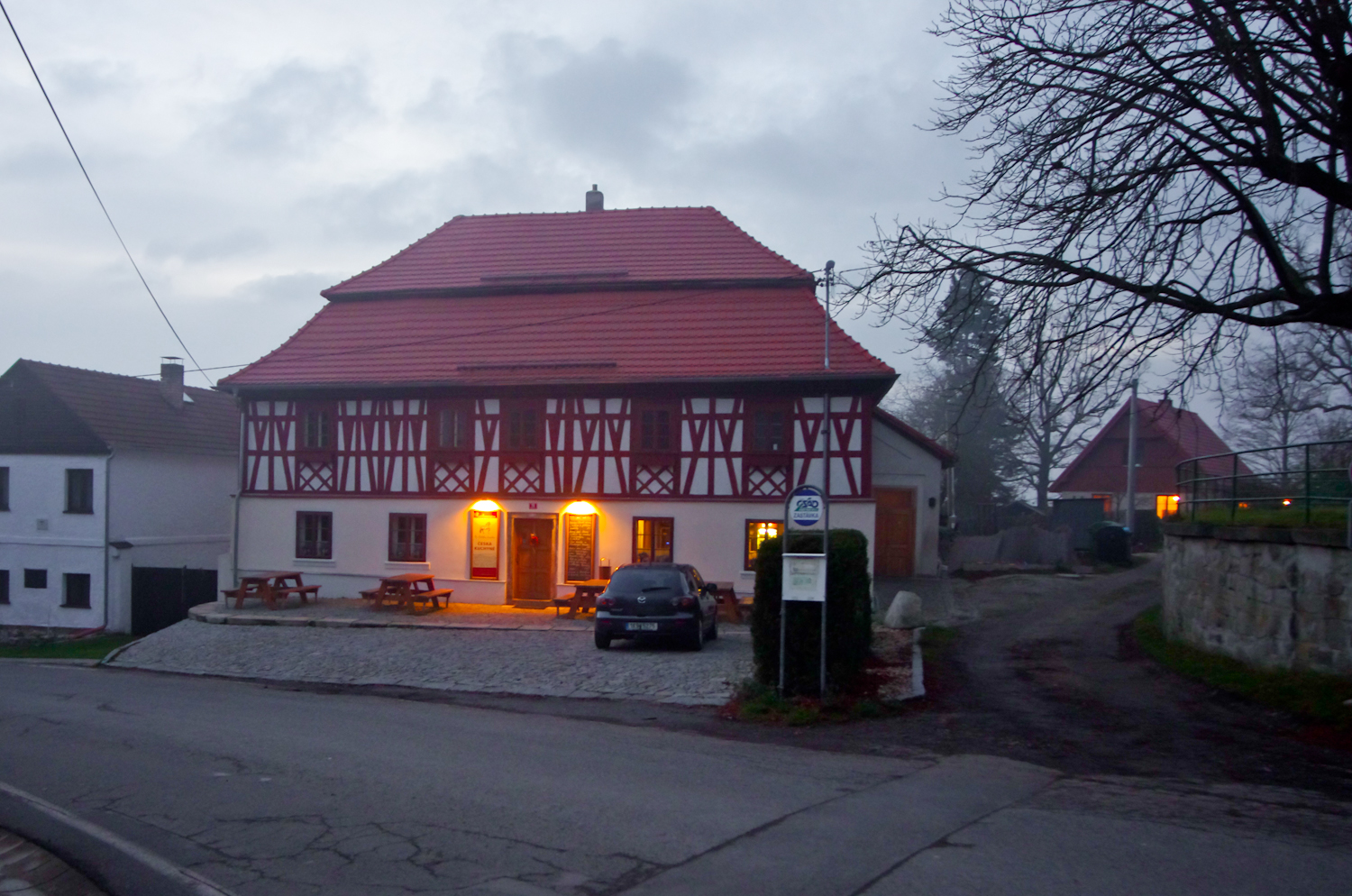
Gasthaus U bílého koníka

Kostelní Bříza (deutsch Kirchenbirk) ist ein Ortsteil der Stadt Březová in Tschechien. Er liegt acht Kilometer südlich von Sokolov und  gehört zum Okres Sokolov.

## Geographie

### Geographische Lage
Kostelní Bříza befindet sich auf einer Kuppe, rechtsseitig über dem Tal der Velká Libava (Großer Liebaubach), im Kaiserwald.

### Ortsgliederung
Der Ortsteil Kostelní Bříza gliedert sich in die Grundsiedlungseinheiten Bystřina (Reichenbach), Kostelní Bříza, Krásná Lípa (Schönlind), Ostrov (Wöhr), Smrkovec (Schönficht) und Žitná (Rockendorf), die zugleich auch Katastralbezirke bilden. Auf dem Gebiet von Kostelní Bříza befinden sich außerdem die Wüstungen Horní Žitná (Ober Rockendorf) und Týmov (Tiefengrün).

### Nachbargemeinden
Nachbarorte sind Rudolec im Norden, Kamenice im Nordosten, Rovná und Prameny im Südosten, Lazy im Süden, Studánka und Dvorečky im Südwesten, Arnoltov im Westen sowie Silnice und Šabina im Nordwesten.

## Geschichte
Kostelní Bříza wurde wahrscheinlich im 12. oder 13. Jahrhundert im Zuge der Kolonisation des Leuchtenberger Lehns durch die Landgrafen von Leuchtenberg gegründet. Erstmals urkundlich erwähnt wurde das Dorf im Jahre 1370.
Die Bevölkerungszahl sank von 342 im Jahr 1869 auf 50 im Jahr 1991. Anfang des 20. Jahrhunderts war der Gastwirt Zartner ein bekannter Volksmusiker.
Nach dem Münchner Abkommen wurde der Ort dem Deutschen Reich zugeschlagen und gehörte bis 1945 zum Landkreis Falkenau an der Eger.
Nach der Vertreibung der Deutschen aus der Tschechoslowakei wurde Kostelní Bříza 1946 Teil des neuen Truppenübungsplatzes Prameny; zwischen 1947 und 1953 wurden die Häuser des Dorfes als Soldatenunterkünfte genutzt. Während der bis 1954 andauernden militärischen Nutzung der Gegend wurden 560 der 613 Häuser von Kostelní Bříza und den umliegenden Orten abgerissen. Danach bildete Kostelní Bříza mit den Ortsteilen Bystřina, Krásná Lípa, Ostrov, Rudolec und Studánka wieder eine Gemeinde im Okres Sokolov. 1976 wurde Kostelní Bříza nach Březová eingemeindet.

## Kultur und Sehenswürdigkeiten
- Ehemaliges Herrenhaus, der Fachwerkbau mit Mansarddach, ehemals Gasthaus Zartner, wird seit 2011 als Restaurant U bílého koníka genutzt.
- Kirche St. Peter und Paul, der im 16. Jahrhundert errichtete Renaissancebau erhielt seine heutige barocke Gestalt beim Umbau von 1802 bis 1805.
- Barockes Pfarrhaus, es dient heute als Forstamt.
- Bildstock aus dem Jahre 1895 am Dorfplatz.
- Schlosspark mit Ruine des 1679 errichteten Barockschlösschens, der Park wurde 2010 revitalisiert.